# Порнассіо
Порнассіо (італ. Pornassio, ліг. Pornasce) — муніципалітет в Італії, у регіоні Лігурія,  провінція Імперія.
Порнассіо розташоване на відстані близько 450 км на північний захід від Рима, 95 км на південний захід від Генуї, 25 км на північний захід від Імперії.
Населення — 649 осіб (2014).

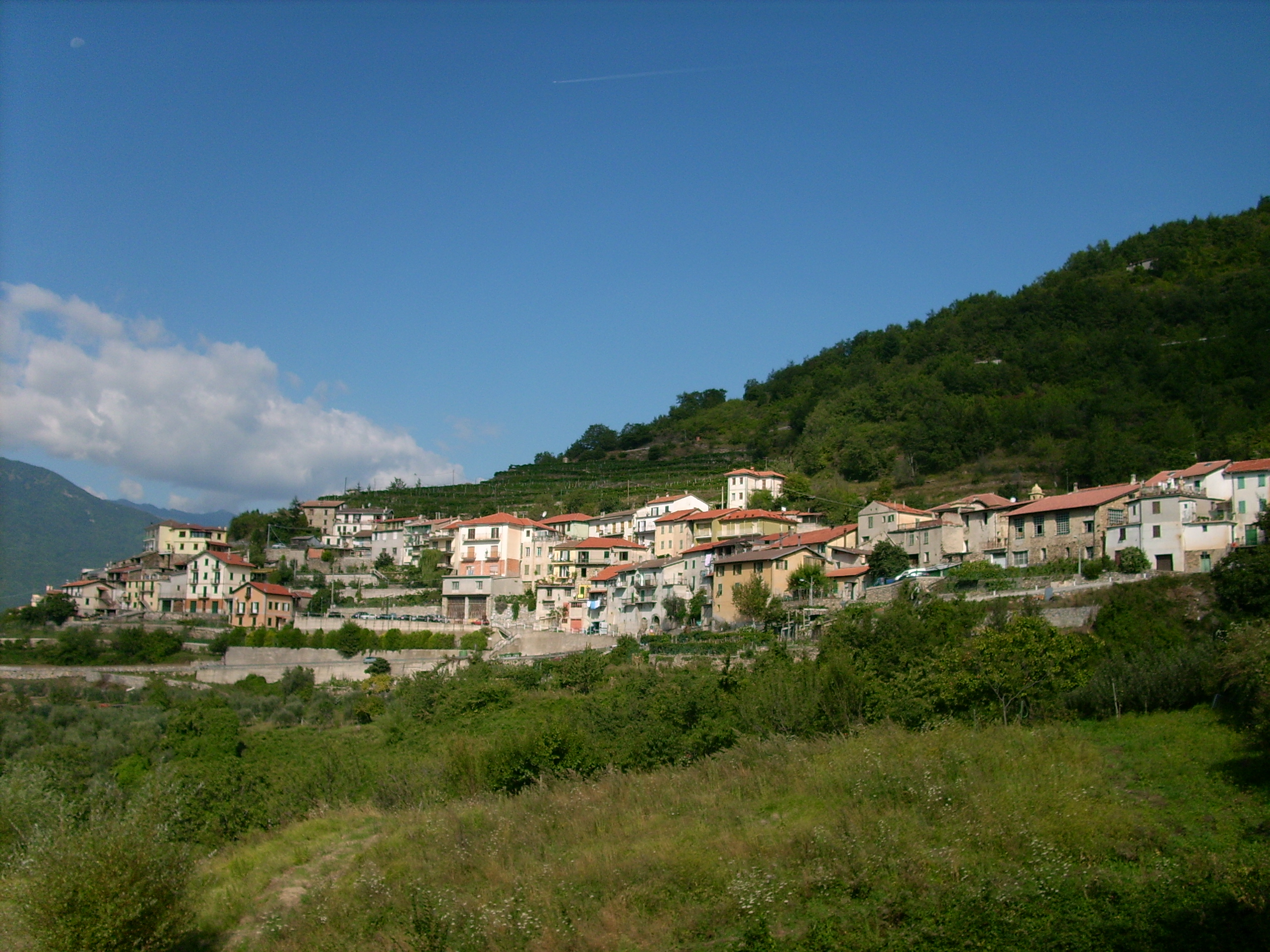

Щорічний фестиваль відбувається 5 грудня. Покровитель — San Dalmazzo.

## Демографія
Населення за роками:

Станом на 1 січня 2023 року в муніципалітеті офіційно проживало 155 іноземців з 30 країн, серед них 15 громадян країн Євросоюзу та 3 громадяни України.

## Сусідні муніципалітети
- Армо
- Козіо-ді-Аррошія
- Монтегроссо-П'ян-Латте
- Ормеа
- П'єве-ді-Теко
- Реццо